# Galdino H. Casados
Cor. Galdino H. Casados (Tuxpan, Veracruz, México. 13 de noviembre de 1879-10 de noviembre de 1934) fue un militar mexicano que participó en la Revolución mexicana. Nació en Tuxpan, Veracruz el 13 de noviembre de 1879. En 1911 se incorporó a la lucha contra Porfirio Díaz; en 1914 en su lucha contra Victoriano Huerta, alcanzó el grado de mayor, y en 1915, contra el villismo, el de teniente coronel. Fue jefe de la guarnición de Pánuco, Huastuco, Cosamaloapan y Tierra Blanca. En 1916 fue presidente de la Junta de Administración Civil en Huastusco; también fue elegido diputado constituyente de 1917 por el distrito de Cosamaloapan, y ahí mostró su radicalismo. En 1920 fue ascendido a coronel. Murió el 10 de noviembre de 1934. 